# Reserva Inaja i Cosmit
La reserva índia Inaja i Cosmit és una reserva índia que constitueix la llar de la Banda Inaja d'Indis de Missió Diegueño, una tribu reconeguda federalment de kumeyaays del comtat de San Diego a Califòrnia, també anomenats indis de missió.

## Reserva
La reserva Inaja i Cosmit (33° 00′ 38″ N, 116° 38′ 30″ O / 33.01056°N,116.64167°O) és una reserva índia federal situada a l'est del comtat de San Diego, Califòrnia, vora Julian. La reserva té una superfície 880 acres o 3,6 km² amb una població de 15 persones. La reserva es compon de dues parcel·les de terra, Inaja i Cosmit, que estan assentades a la base del Pic Cuyamaca i s'hi accedeix per una sola carretera sense pavimentar que se sol tancar per evitar intrusos. Hi ha cases més velles a Inaja, però les dures condicions hivernals i la manca d'instal·lacions obstaculitzen el desenvolupament. Cosmit solia tenir residències, danses tribals i festes en anys anteriors.
La reserva va ser creada el 1875. En 1973 cap dels 21 membres inscrits vivia a la reserva.

## Govern
La banda Inaja té la seu a Escondido. Es regeixen per un consell tribal escollit democràticament. Rebecca Maxcy Osuna n'és el president tribal actual.
El Departament d'Habitatge i Desenvolupament Urbà de la tribu va rebre una subvenció de 20.881 $ per a la rehabilitació dels habitatges tribals perquè siguin més eficients en energia, segons l'American Recovery and Reinvestment Act of 2009.